# Lee Jin-yong
Lee Jin-yong (en coréen : 이진용), né le 1er mai 2001 à Daegu en Corée du Sud, est un footballeur sud-coréen évoluant au poste de milieu défensif au Gimcheon Sangmu.

## Biographie

### En club
Né à Daegu en Corée du Sud, Lee Jin-yong est formé par le club de sa ville natale, le Daegu FC. Il joue son premier match en professionnel le 6 mars 2020, lors d'une rencontre de K League 1, face au Incheon United. Il entre en jeu à la place de Hwang Soon-min (en), et son équipe s'incline par deux buts à un. Lee est titularisé pour la première fois quatre jours plus tard, contre le Gwangju FC. Son équipe est battue cette fois par quatre buts à un à domicile.

### En sélection
Lee Jin-yong est sélectionné avec l'équipe de Corée du Sud des moins de 18 ans pour un total de trois matchs, tous en 2019.
Avec l'équipe de Corée du Sud des moins de 23 ans, Lee Jin-yong participe au Championnat d'Asie des moins de 23 ans en 2022. Il joue trois matchs dont un comme titulaire et son équipe est éliminée en quarts de finale contre le Japon (0-3).